# Bahía Fox (bahía)
Bahía Fox es una bahía ubicada en la costa sudoriental de la isla Gran Malvina del archipiélago de las Malvinas, que según la Organización de las Naciones Unidas (ONU), está en litigio de soberanía entre el Reino Unido, quien la administra como parte del territorio británico de ultramar de las Malvinas, y la Argentina, quien reclama su devolución, y la integra en el departamento Islas del Atlántico Sur de la provincia de Tierra del Fuego, Antártida e Islas del Atlántico Sur.
Esta bahía (traducida al español como Bahía Zorro) se encuentra entre la punta Este y la punta Oeste, y al noreste de Puerto Edgardo, en la zona de la boca austral del estrecho de San Carlos. 
En sus costas se ubican los asentamientos Bahía Fox Este y Bahía Fox Oeste, y en su interior se halla la bahía Anita y el Brazo Norte.
Los extremos sudeste y sudoeste de esta bahía son dos de los puntos que determinan las líneas de base de la República Argentina, a partir de las cuales se miden los espacios marítimos que rodean al archipiélago.